# Mave:
Mave: (кор. 메이브; обычно стилизуется как MAVE:) — южнокорейская виртуальная гёрл-группа, сформированная в 2023 году компанией Metaverse Entertainment. Коллектив состоит из четырёх участниц: Сиу, Зена, Тайра и Марти . Модели певиц были созданы с использованием машинного обучения, дипфейка и технологии полного 3D-производства.

## История

### 2023: Формирование и дебют
8 ноября 2022 года было объявлено, что Metaverse Entertainment — дочернее предприятие компании-разработчика игр Netmarble Corporation — готовятся к дебюту виртуальной группы. Мысль о создании данного коллектива возникла после того, как K-pop группы и развлекательные компании стали изучать возможность введения различных форм развлечений в метавселенную. Несмотря на то, что Mave: не являются первой виртуальной группой, они являются первой K-pop группой, полностью созданной в метавселенной.
В формировании Mave: приняли участие Kakao Entertainment и Netmarble, при этом первые внесли свой вклад в финансирование и продвижение группы.
11 января 2023 года Metaverse Entertainment объявили в своём Twitter-аккаунте, что 25 января состоится премьера дебютного сингл-альбома Mave: «Pandora’s Box» с двумя синглами — «Pandora» и «Wonderland (Idypia)». По мнению некоторых СМИ, «в заглавном треке „Pandora“ описывается безнадёжное будущее, в котором теряются эмоции и люди обретают надежду в виртуальном мире под названием Идипия».
14 февраля Kakao Entertainment объявили, что 20 марта состоится выпуск вебтуна о Mave: — «Mave: Another World». Изначально планировалось, что вебтун будет выпущен только на территории Южной Кореи, но спустя некоторое время он стал доступен всему миру.

## Участницы
| Сценический псевдоним | Сценический псевдоним | Дата рождения       | Позиция в группе              |
| Основной              | Хангыль               | Дата рождения       | Позиция в группе              |
| --------------------- | --------------------- | ------------------- | ----------------------------- |
| Сиу                   | 시우                  | 2 марта (20 лет)    | Лидер, главная вокалистка     |
| Зена                  | 제나                  | 25 декабря (20 лет) | Ведущая вокалистка            |
| Тайра                 | 타이라                | 23 ноября (19 лет)  | Главный рэпер, главный танцор |
| Марти                 | 마티                  | 25 июля (19 лет)    | Саб-рэпер, саб-танцор, макнэ  |

## Дискография

### Сингл-альбомы
| Название        | Подробности |
| --------------- | --- |
| «Pandora’s Box» | - Релиз: 25 января 2023 года - Лейбл: Metaverse Entertainment - Форматы: Цифровая дистрибуция, потоковое мультимедиа |

### Мини-альбом
| Название         | Подробности |
| ---------------- | --- |
| «What’s My Name» | - Релиз: 30 ноября 2023 года - Лейбл: Metaverse Entertainment - Форматы: Цифровая дистрибуция, потоковое мультимедиа |

### Синглы
| Название                                                                            | Год  | Позиции в чартах | Альбом         |
| Название                                                                            | Год  | KOR              | Альбом         |
| ----------------------------------------------------------------------------------- | ---- | ---------------- | -------------- |
| «Pandora»                                                                           | 2023 | —                | Pandora’s Box  |
| «What’s My Name»                                                                    | 2023 | —                | What’s My Name |
| «—» обозначает что сингл не попал в чарты или же не был выпущен на этой территории. |      |                  |                |

## Видеография

### Музыкальные клипы
| Название  | Год  | Режиссёр              | Длительность | Примечания    |
| --------- | ---- | --------------------- | ------------ | ------------- |
| «Pandora» | 2023 | Дон-хёк Со (FLIPEVIL) | 3:32         | [ 12 ] [ 13 ] |

### Комментарии
1. ↑  Композиция «Pandora» не вошла в чарты Circle Chart, но достигла 131-й позиции в Circle Download Chart[11].